# تاکشی کویکه
تاکشی کویکه (انگلیسی: Takeshi Koike; ۲۶ ژانویهٔ ۱۹۶۸ – ) کارگردان فیلم، پویانما، مانگاکا، و تصویرگر اهل ژاپن بود.